# 2-ге Саратовське танкове училище
2-ге Сара́товське та́нкове учи́лище і́мені генера́л-лейтена́нта та́нкових військ П. В. Во́лоха (рос. 2-е Саратовское танковое училище имени генерал-лейтенанта танковых войск П. В. Волоха) — військовий навчальний заклад (училище), що розташовувалося в місті Саратові (РРФСР) у 1938—1959 роках.

## Історія існування
Формування 2-го Саратовського танкового училища проводилось з 3 вересня по 1 жовтня 1938 року на базі Саратовського Червонопрапорного бронетанкового училища.
Училище готувало фахівців на середні і важкі танки (Т-28 і Т-35). Перший випуск проведений 6 вересня 1939 року (випущено 80 командирів-танкістів). До початку німецько-радянської війни перепрофільоване на важкий танк КВ.
27—30 червня 1941 року сформований і відправлений на Західний фронт танковий батальйон, до якого увійшли 7 з 10 наявних в училищі танків КВ і 10 танків Т-34. Батальйон був приданий 13-й танковій дивізії 5-го механізованого корпусу перед контрударом в районі Сенно і Лепель.
Училищу присвоєне ім'я генерал-лейтенанта танкових військ П. В. Волоха, який загинув 25 серпня 1943 року.
Розформоване у 1959 році.

## Начальники училища
- 1938—1941 роки — Чернов Іван Арсентійович, підполковник, полковник;
- 1941—1942 роки — Клипін Микола Якимович, полковник;
- 1942—1948 роки — Тимофєєв Сергій Михайлович, генерал-майор танкових військ;
- ?—1959 роки — Мельников Петро Андрійович, полковник.

## Відомі випускники
- Ґудзь Павло Данилович — генерал-полковник бронетанкових військ;
- Захарченко Павло Федорович — Герой Радянського Союзу;
- Кубатько Віталій Миколайович — генерал-майор-інженер;
- Солодов Юхим Михайлович — Герой Радянського Союзу;
- Фещенко Петро Васильович — Герой Радянського Союзу, генерал-майор.